# Stadtausrufer
Ein Stadtausrufer war ein von der Stadt angestellter Mann, der amtliche und private Bekanntmachungen durch lautes Ausrufen auf den Straßen zur allgemeinen Kenntnis brachte. Besonders in Zeiten, in denen es weder Radio, Fernsehen noch Zeitungen gab, spielte der Stadtausrufer eine zentrale Rolle bei der Verbreitung von Informationen und Neuigkeiten.

## Geschichte
Im frühen Mittelalter war der Stadtausrufer die wichtigste Quelle für öffentliche Bekanntmachungen. Da es damals keine Massenmedien gab, verkündeten Ausrufer lautstark auf Marktplätzen oder belebten Straßen wichtige Informationen. Mit ihrer klaren und kräftigen Stimme verlasen sie Ankündigungen, die von behördlichen Anweisungen bis hin zu privaten Mitteilungen reichten. Die Notwendigkeit solcher Ausrufer nahm im Laufe der Jahrhunderte ab, als Druckerzeugnisse, und später elektronische Medien, die Informationsverbreitung übernahmen.

## Wandel des Berufs
Ab dem 19. Jahrhundert übernahmen oft Gemeindediener diese Aufgabe zusätzlich zu ihren anderen Pflichten. Dennoch blieb der Beruf des Stadtausrufers in einigen kleineren Orten auch nach Einführung modernerer Kommunikationsmittel erhalten. Hier verkündeten die Ausrufer weiterhin amtliche Bekanntmachungen und trugen so zur Aufrechterhaltung alter Traditionen bei.
Heute gibt es in Deutschland nur noch wenige Stadtausrufer. Diese schlossen sich 2010 zur „Deutschen Ausrufer-Gilde“ zusammen, um den Traditionsberuf zu pflegen und am Leben zu erhalten.  
Der Beruf des Stadtausrufers ist heute selten, und die wenigen verbliebenen Ausrufer agieren meist in traditionellen oder touristischen Zusammenhängen.